# Trachylepis polytropis
Espèce
Synonymes
- Mabuia polytropis Boulenger, 1903
- Mabuya polytropis (Boulenger, 1903)
- Euprepis polytropis (Boulenger, 1903)
- Mabuya polytropis occidentalis Hoogmoed, 1974
- Mabuya polytropis paucisquamis Hoogmoed, 1978

Trachylepis polytropis est une espèce de sauriens de la famille des Scincidae.

## Répartition
Cette espèce se rencontre au Liberia, au Ghana, en Côte d'Ivoire, au Cameroun, au Gabon, dans le Centre de la République démocratique du Congo, sur l'île de Bioko en Guinée équatoriale et en République centrafricaine.

## Liste des sous-espèces
Selon The Reptile Database (17 décembre 2012) :
- Trachylepis polytropis paucisquamis (Hoogmoed, 1978)
- Trachylepis polytropis polytropis (Boulenger, 1903)

## Publications originales
- Boulenger, 1903 : Descriptions of new lizards in the collection of the British Museum. Annals and magazine of natural history, sér. 7, vol. 12, p. 429-435 (texte intégral).
- Hoogmoed, 1974 : Ghanese lizards of the genus Mabuya (Scincidae, Sauria, Reptilia). Zoologische Verhandelingen, no 138, p. 1-62 ([www.repository.naturalis.nl/document/154772 texte intégral]).
- Hoogmoed, 1978 : A new name for Mabuya polytropis occidentalis Hoogmoed 1974. Zoologische Mededelingen Leiden, vol. 53, no 10, p. 106 (texte intégral).